# Coalgate
Coalgate è una città degli Stati Uniti, situata nello Stato dell'Oklahoma, nella Contea di Coal, della quale è anche il capoluogo.